# Hjertegræs-slægten
Hjertegræs (Briza) er en slægt med ca. 15 arter, der er udbredt i Centralasien, Nord- og Sydamerika samt det meste af Europa. Det er en- eller flerårige, urteagtige græsser med en tuedannende vækst. De blomsterbærende stængler er hule og runde i tværsnit. Bladene er spredstillede fra ganske korte skud ved jorden, og de er linjeformede med hel rand. Blomsterne er – som altid hos græsserne – 3-tallige og reducerede. De sidder samlet i hjerteformede og flade småaks, som bæres hængende af ganske tynde stilke. Frøene er nødder ("korn"). På grund af de luftfyldte aks, kan artens frø spredes ved vindens eller vandets hjælp.
| Beskrevne arter |

- Stor hjertegræs (Briza maxima)
- Hjertegræs (Briza media)
- Dværghjertegræs (Briza minor)

| Andre arter |

- Briza bipinnata
- Briza brizoides
- Briza erecta
- Briza humilis
- Briza lamarckiana
- Briza lindmanii
- Briza marcowiczii
- Briza rufa
- Briza subaristata
- Briza uniolae